# Waldemar Ksienzyk
Waldemar Ksienzyk (ur. 10 listopada 1963 w Zabrzu) – niemiecki piłkarz pochodzenia polskiego występujący na pozycji pomocnika.

## Kariera klubowa
Ksienzyk urodził się w Polsce, ale jako dziecko emigrował z rodziną do NRD. Tam w wieku 10 lat rozpoczął treningi w klubie BSG EAB Lichtenberg 47. W 1976 roku przeszedł do juniorskiej ekipy zespołu 1. FC Union Berlin. W 1981 roku został włączony do jego pierwszej drużyny. W 1984 roku trafił do Dynama Berlin. Spędził tam 7 lat. W tym czasie zdobył z klubem cztery mistrzostwa NRD (1985, 1986, 1987, 1988), dwa Puchary NRD (1988, 1989), Superpuchar NRD (1989), a także wywalczył z Dynamem wicemistrzostwo NRD w 1989 roku.
W 1991 roku, po zjednoczeniu Niemiec, został graczem zespołu Blau-Weiß 90 Berlin, grającego w 2. Bundeslidze. Wówczas spadł z klubem do Oberligi. Wówczas przeszedł do drugoligowego Wuppertaler SV. W 1994 roku Ksienzyk spadł z nim do Regionalligi. Wówczas opuścił drużynę.
Latem 1994 roku przeniósł się do pierwszoligowego FC Schalke 04. W Bundeslidze zadebiutował 19 sierpnia 1994 w zremisowanym 1:1 meczu z Borussią Mönchengladbach. 9 września 1995 w wygranym 2:1 spotkaniu z Karlsruher SC strzelił pierwszego gola w trakcie gry w Bundeslidze. W 1996 roku odszedł do drugoligowego Waldhofu Mannheim. W 1997 roku został graczem klubu SV Babelsberg 03, gdzie w 1998 roku zakończył karierę.

## Kariera reprezentacyjna
W reprezentacji NRD Ksienzyk rozegrał jedno spotkanie. Był to towarzyski mecz przeciwko Tunezji (2:0), rozegrany 23 września 1987.